# Голубянка эрос
Голубянка эрос (лат. Polyommatus eros) — дневная бабочка из семейства голубянок.

## Этимология названия
Эрос — божество любви в греческой мифологии.

## Описание
Размах крыльев 23—28 мм. Крылья самцов на верхней стороне голубые с нешироким темным краем. На заднем крыле к темной окантовке примыкает ряд черноватых пятен. Жилки к вершинам крыла чернеют. Самка с коричневой окраской верхней стороны крыльев и с желто-оранжевыми прикраевыми пятнами на крыльях. Нижняя сторона крыльев самцов светло-серая с бледным рисунком. Прикорневая область с сизовато-голубым напылением. На фоне задних крыльев выделяются два беловатых пятна — треугольной формы у вершины центральной ячейки и размытое лучистое у прикраевой перевязи. Нижняя сторона крыльев самки окрашена темнее.

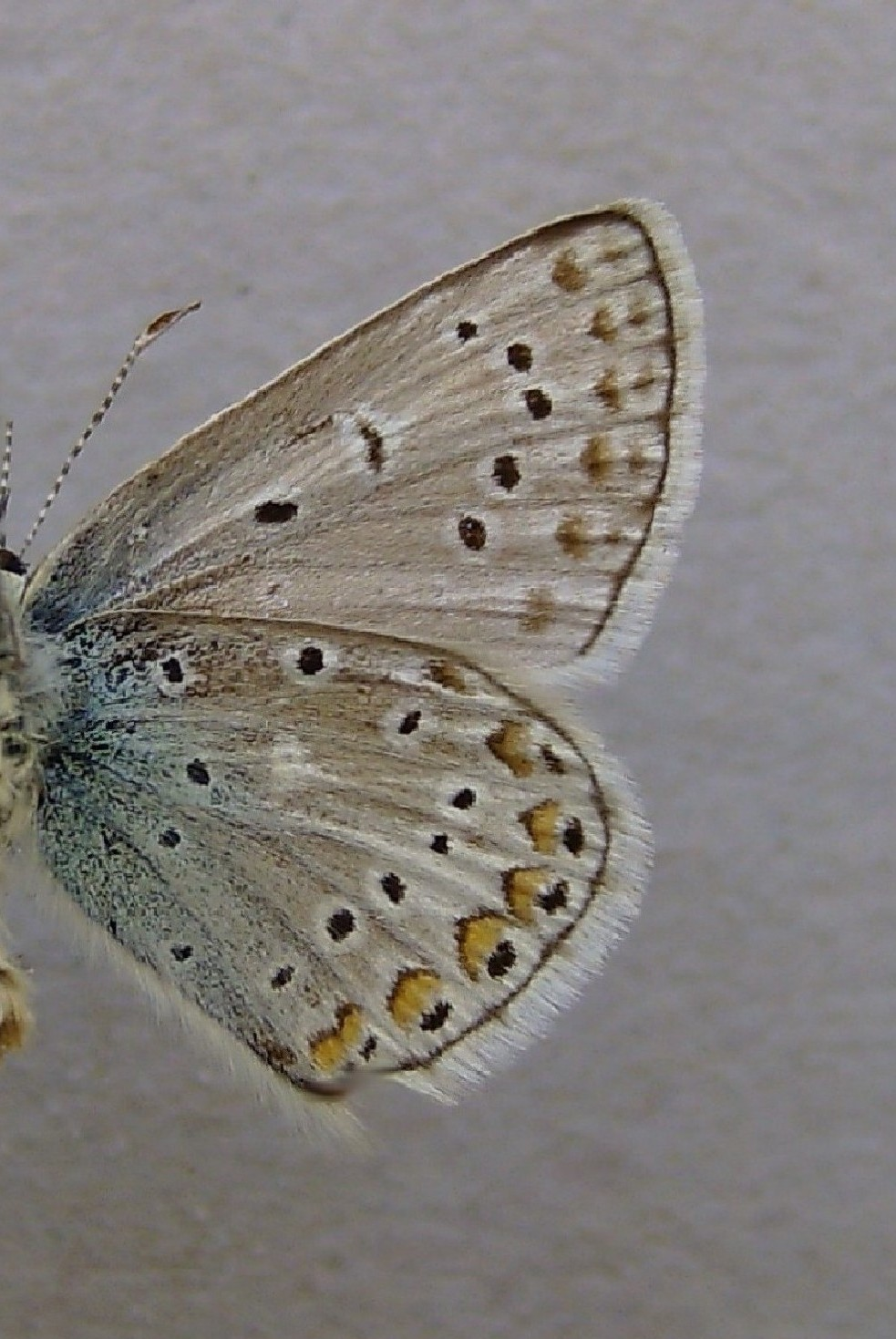
Нижняя сторона крыльев самца.

Подвид голубянка Буадюваля Polyommatus eros boisduvalii (Herrich-Schäffer, 1844) заметно отличается от остальных более светлым фоном верхней стороны крыльев у самцов, светло-коричневым фоном у самок, у которых также в прикорневой области больше выражен желтоватый оттенок. Подвид также отличается экологически, населяя более ксерофитные биотопы.

## Ареал

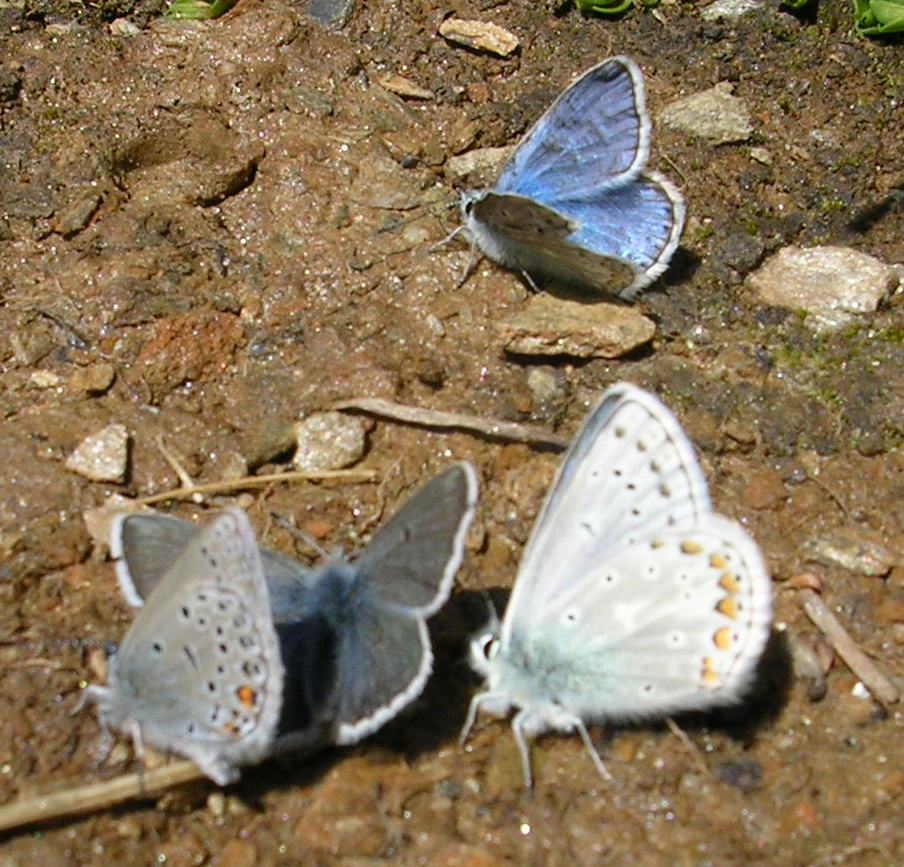

Имеет сильно разорванный ареал: Пиренеи, Альпы, Центральные Апеннины, горы Балканского полуострова, Малая, Северо-западная и Центральная Азия.
Согласно последним исследованиям данный таксон на территории Украины представлен подвидом голубянка Буадюваля Polyommatus eros boisduvalii (Herrich-Schäffer, 1844) и подвидом Polyommatus eros orientalis Krziwizky, 1983. Первый характерен для восточных лесостепных областей страны, где встречается очень редко и локально. Второй обитает обитает в украинском Полесье. Один из самых редких видов бабочек в фауне Украины. Этот всегда редкий вид за последние 30 лет был найден на территории Украине лишь в нескольких экземплярах. Вероятно, исчез на значительных площадях украинской части ареала.
Населяет остепненные и ксерофитные луга, сухие опушки лесов, долинные луга, опушки сухих сосняков, остепненные опушки сосняков и прилегающие луга, альпийские каменистые луга высокогорий, ниже — каменисто-луговые участки. В горах встречается на высотах от 1700 до 3000 м над ур. м.

## Биология
Развивается в одном поколении на протяжении года. Время лета бабочек — с начала июня по конец июля, в горах — с конца июня по август. Кормовые растения гусениц: астрагал, ракитник русский, ракитник. Самка откладывает одиночные яйца на листья. Гусеница проходит в своем развитии 5 возрастов. Зимует гусеница раннего возраста. По достижении длины до 16 мм гусеницы перестают питаться, ищут убежище в подстилке, прячутся под опавшими листьями, которые прикрепляют нитями к субстрату. Через 2-3 суток — окукливаются. Куколка длиной около 11 мм.

## Охрана
В Красную книгу Украины включён под названием голубянка Буадюваля (Polyommatus boisduvalii).
Включен в «Красную книгу Европейских дневных бабочек» с категорией SPEC3 — вид, обитающий как в Европе, так и за ее пределами, но находящийся на территории Европы под угрозой исчезновения.